# Esame di guida
Esame di guida, intitolato anche Tempo di Roma, è un film del 1963 diretto da Denys de La Patellière.

## Produzione
Girato a Roma nel maggio 1962, in Francia uscì nelle sale il 18 gennaio 1963 col titolo Tempo di Roma. In Italia ottenne il visto di censura l'anno seguente, il n. 42.798 del 18 aprile 1964.